# Méryl Fortunat-Rossi
Pour les articles homonymes, voir Fortunat.
Méryl Fortunat-Rossi est un réalisateur, scénariste et belge.

## Filmographie partielle

### Comme réalisateur

#### Courts-métrages
- 2007 : E411
- 2011 : Mauvaise Lune (aussi scénariste)
- 2012 : Apariciòn
- 2013 : 3 vueltas
- 2015 : L'Ours noir (coréalisé avec Xavier Seron ; aussi scénariste)
- 2016 : Le plombier (coréalisé avec Xavier Seron ; aussi scénariste)
- 2022 : Patanegra (coécrit avec Olivier Deck ; aussi scénariste)

#### Longs-métrages
- 2018 : La Grand-Messe (Holy Tour) (coréalisé avec Valery Rosier ; aussi scénariste)
- 2021 : Phèdre ou l'explosion des corps confinés (Pheadre against covid)

## Récompenses et distinctions
2012 Nomination pour le Magritte du meilleur court-métrage pour Mauvaise Lune

2013 Prix du public au Festival du Film de Lago pour Aparicion
2016 Magritte du meilleur court-métrage pour L'ours noir

2017 Magritte du meilleur court-métrage pour Le plombier

2018 Prix du public au Brussels International Film Festival pour la grand messe

2019 Nomination pour le Magritte du meilleur documentaire pour La grand-messe
2021 Prix d'interprétation féminine et masculine au Brussels International Film Festival pour Phèdre ou l'explosion des corps confinés